# Players Club

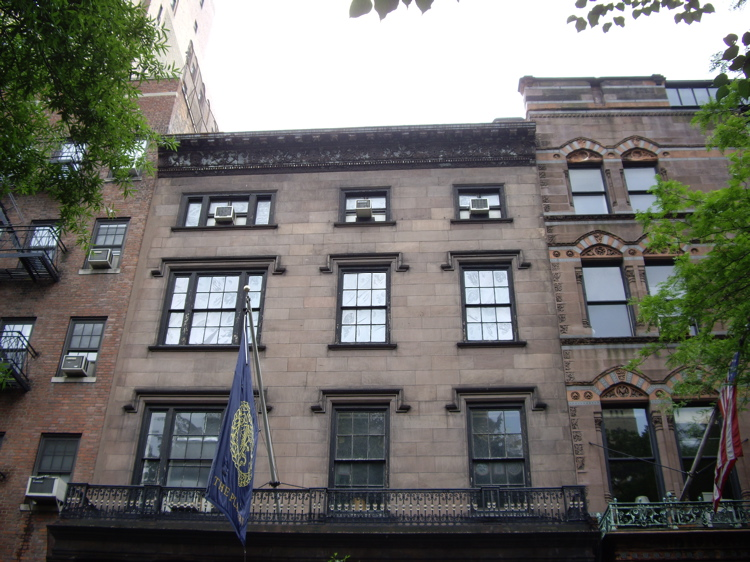
The Players Club, New York City

Der Players Club, eigentlich The Players, ist ein New Yorker Club in den Vereinigten Staaten. 

## Hintergründe
Der Club im Stile der britischen Gentlemen’s Clubs wurde von dem Schauspieler Edwin Booth, dem Bruder des Attentäters von Abraham Lincoln, John Wilkes Booth, gegründet. Dieser erwarb 1847 eine Villa am Gramercy Park. Während er das oberste Stockwerk bewohnte, diente der Rest des Anwesens als Clubhaus. 
Ziel der Gründung der Vereinigung war, inspiriert durch den Londoner Garrick Club, Schauspieler mit anderen Größen wie etwa Industriellen, Bankiers, Schriftstellern und Kreativen diverser anderer Berufe in Kontakt zu bringen, einen Meinungsaustausch anzuregen und sich der amerikanischen und britischen Theatergeschichte und Kunst zu widmen. Der Players Club hat ca. 1000 Mitglieder, darunter Größen wie Roger Moore, Ethan Hawke, Kevin Spacey oder Sidney Poitier, ein bekanntes ehemaliges Mitglied war Mark Twain.

## Gebäude
Das Clubhaus am  Gramercy Park wurde 1844 im Stile der Renaissance erbaut, das Interieur später von Stanford White umgestaltet. Es enthält eine umfassende Sammlung von Kunst und Theatergegenständen und wurde im Dezember 1962 als National Historic Landmark anerkannt. Im Oktober 1966 wurde es in das National Register of Historic Places aufgenommen. Es ist eine von 116 national ausgezeichneten Wahrzeichen New York Citys.

## Players Club Award
The Players vergibt regelmäßig den angesehenen Edwin Booth Life Achievement Award, den bisher unter anderen Christopher Plummer, Jack Lemmon oder Angela Lansbury erhielten. 